# ميرنا إميل البستاني
ميرنا إميل البستاني (بالإنجليزية: Myrna Bustani)‏ (من مواليد 20 ديسمبر 1937) هي سيدة أعمال لبنانية محبة للخير اجتماعية وبرلمانية سابقة، وهي ابنة إميل بستاني، وقد كانت أول امرأة تعمل في البرلمان اللبناني (1963-1964) بعد أن تولت مسؤولية تمثيل مقعد والدها في البرلمان عند وفاته في عام 1963، وتعد البستاني مساهمة كبيرة في الفعاليات الثقافية في لبنان وراعية للفنون، وهي رئيسة مهرجان البستان الدولي في لبنان.

## السيرة الشخصية

### حياة مبكرة
ولدت ميرنا بستاني في بيروت في 20 ديسمبر 1937 لإميل ‏ ولورا بستاني، وقد تعرًّف والديها على بعضهما في الفندق الكبير (فندق جراند) في بيت مري خلال ثلاثينيات القرن الماضي قبل زواجهما، وستشتري إميل بعد سنوات نفس المبنى في مزاد وسيتم تحويله لاحقًا إلى فندق البستان، وقد ترأس والدها إميل بستاني شركة الهندسة والمقاولات الرائدة في العالم العربي وكان رجل دولة لبنانيًا بارزًا، كما كانت والدة ميرنا -لورا-مغنية جوقة وعازفة بيانو غرست في ميرنا شغفًا بالمقطوعات الكلاسيكية، كما كانت كانت لورا بستاني تأخذ طفليها لمشاهدة الحفلات الموسيقية بشكل متكرر في بيروت أثناء شبابهما.

### تعليم
التحقت ميرنا بستاني بالكلية البروتستانتية الفرنسية ‏ بالإضافة إلى تلقيها لدروس البيانو الرسمية في بيروت لمدة 10 سنوات، كما التحقت بستاني بمدرسة إنهاء في لندن وأتمت تدريبها هناك عام 1954، ودرست في جامعة ليون في فرنسا حيث تخرجت في عام 1958 بدرجة البكالوريوس في علم النفس، وبصرف النظر عن لغتها اللبنانية الأصلية فإنها تجيد أيضًا اللغة الفرنسية والإنجليزية.

## المهنة

### سياسة
في عام 1963 توفي والدها إميل بستاني ‏ في حادث تحطم طائرة، وقد كان يعتبر واحداً من أكثر رجال الأعمال والمحسنين نفوذاً في الشرق الأوسط، كما كان الشخصية الرائدة في السياسة في المنطقة في ذلك الوقت، وكان عضوًا في البرلمان اللبناني منذ عام 1951، وبعد وفاته تم انتخاب ميرنا بستاني لخلافته وأصبحت بذلك أول امرأة تعمل في البرلمان اللبناني.

### أعمال
بعد وفاة والدها لم ترث ميرنا بستاني مقعده في البرلمان فحسب بل ورثت أيضًا مناصبه التجارية في مختلف الشركات وغيرها من المسؤوليات بما في ذلك خطط المشروع.

#### فندق البستان
قبل وفاته اشترى إميل بستاني الفندق السابق الذي اعتاد هو وزوجته الرقص به قبل الزواج في الثلاثينيات، كان قد اشترى المبنى بقصد تطويره، ومن أجل إعادة التطوير يجب عليهم هدم الفندق القديم، بدأ بناء الفندق الجديد في عام 1962، ولسوء الحظ مات إميل قبل اكتماله، ومع ذلك واصلت زوجته وابنته تطوير المشروع، وبحلول عام 1967 تم الانتهاء من الفندق رسميًا وعلى استعداد لافتتاحه الكبير، اختارت والدة ميرنا اسم «البستان» (The Garden) فكان أول فندق في ذلك الوقت يحمل اسمًا عربيًا عندما أخذت جميع فنادق بيروت أسماء أوروبية، وسيصبح البستان معلمًا لبنانيًا هامًا.

## فعل الخير
في عام 1985 أسّست ميرنا ندوة إميل بستاني للشرق الأوسط في معهد ماساتشوستس للتكنولوجيا تكريمًا لذكراه ومواصلة إخلاصه للتعليم العالي والسلام في المنطقة، كما أصبحت البستاني عضوة في مجلس أمناء الجامعة الأمريكية في بيروت منذ عام 1979.

### راعية الفنون
في عام 2007 ووفقًا لمقابلة أجرتها مع مجلة بيسبوك (Bespoke Magazine) (التي تُنشر على الإنترنت) وصفت أن أكبر نداءات لها هي الكفاح من أجل تنشيط وتثقيف مواطنيها المتشككين بشأن السيمفونيات والسوناتات، على الرغم من عدم الاستقرار الاقتصادي المتفشي والاغتيالات السياسية والاضطرابات العامة.
وفي عام 1993 أقامت مهرجان البستان حيث تم إطلاق المهرجان وقد رحب بمئات من الفنانين والموسيقيين المحليين والدوليين.

## الجوائز
- نقابة الأرز (ضابط)، لبنان[5]
- جائزة الاستحقاق الثقافي، وزارة الفنون في الجمهورية البولندية[5]
- الشارة الذهبية لجمهورية النمسا[5]
- وسام إيزابيلا الكاثوليكية، إسبانيا[5]